# Willow Oak (Floride)
Willow Oak est une census-designated place du comté de Polk, dans l'État de Floride, aux États-Unis,. En 2020, elle compte une population de 6 806 habitants.